# يوهان كريستوف دينر
يوهان كريستوف دينر (بالألمانية: Johann Christoph Denner)‏ (13 أغسطس 1655 في لايبزغ - 20 أبريل 1707 في نورنبيرغ) كان صانع آلات موسيقية ألماني ومخترع آلة الكلارينيت عام 1700.